# Гандрабуры
Гандрабуры (укр. Гандрабури, рум. Handrabura) — село, относится к Ананьевскому району Одесской области Украины.
Население по переписи 2001 года составляло 2744 человека. Почтовый индекс — 66428. Телефонный код — 4863. Занимает площадь 16,72 км². Код КОАТУУ — 5120281001.

## Местный совет
66428, Одесская обл., Ананьевский р-н, с. Гандрабуры